# Parhydraena similis
Parhydraena similis är en skalbaggsart som beskrevs av Armand D'Orchymont 1948. Parhydraena similis ingår i släktet Parhydraena och familjen vattenbrynsbaggar. Inga underarter finns listade i Catalogue of Life.